# Papilio neumoegeni
Espèce
Statut de conservation UICN

VU : Vulnérable
Papilio neumoegeni est une espèce de lépidoptères (papillons) de la famille des Papilionidae. Cette espèce est endémique de l'île de Sumba en Indonésie.

## Description
L'aile antérieure mesure entre 43 et 48 mm de longueur. À l'avers les ailes sont noires saupoudrées d'écailles vertes irisées qui paraissent bleues vues de côté. Les ailes antérieures portent une macules verte dorées près de la cellule et une bande diffuse de même couleur dans la partie submarginale. Les mâles portent en outre une large macule brunâtre et terne, absente chez la femelle.
Les ailes postérieures ont prolongées par des queues noires en forme de spatule. Les ailes postérieures sont noires, saupoudrées d'écailles vertes irisée à la base. Elles comportent une large bande vert doré et une série de lunules submarginales de même couleur.
Au revers les ailes sont marron. Les ailes antérieures sont plus claires dans la partie marginale, les ailes postérieures portentune bande plus claire et une série de lunules submarginales noires bordées de bleu et d'orange.

Le corps est marron et couvert d'écailles vertes irisées sur le dessus.

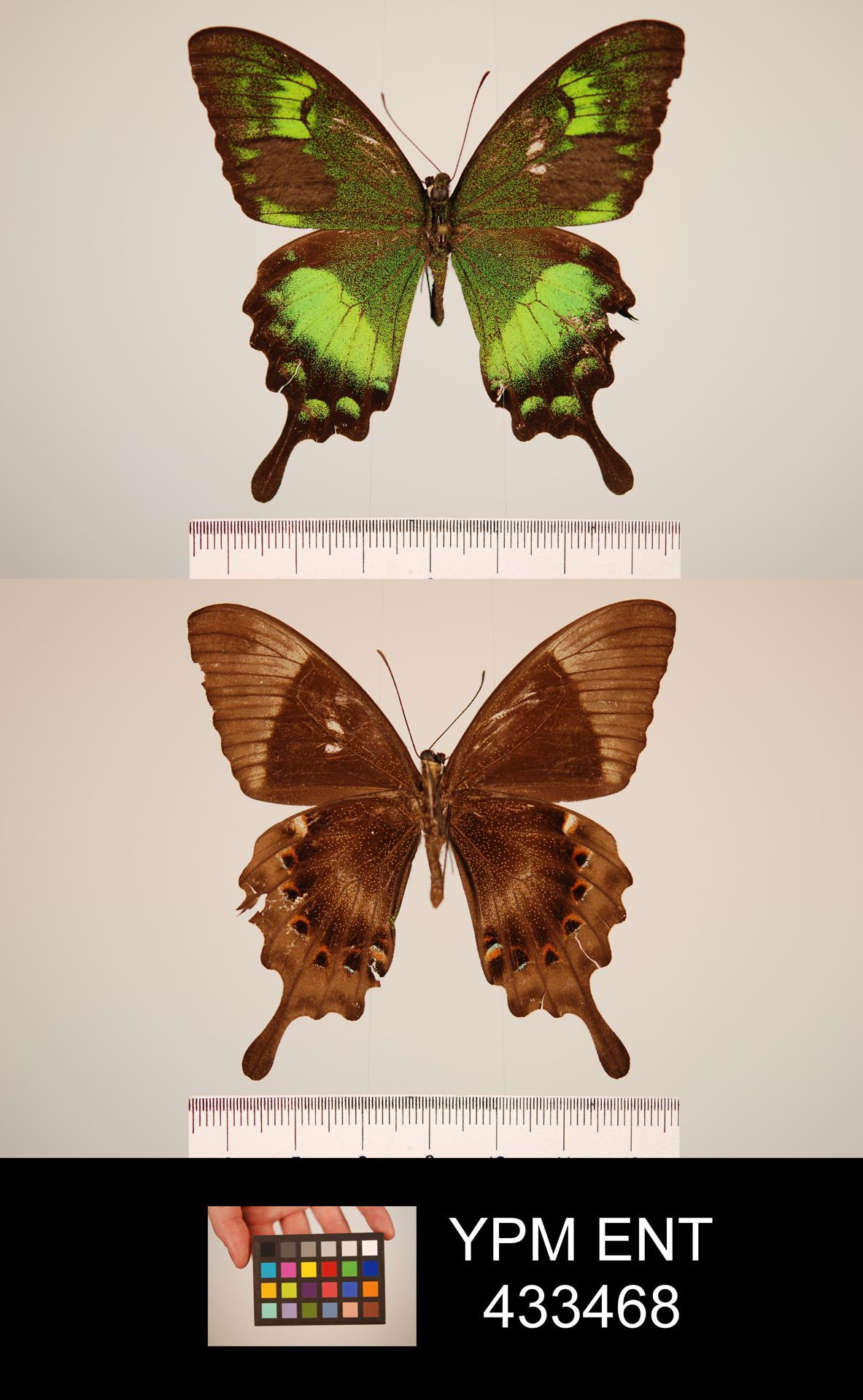
Papilio neumoegeni, avers et revers

## Écologie
L'écologie de cette espèce est mal connue. La plante hôte n'a pas été identifiée. Comme les autres espèces de Papilionides, les chenilles passent probablement par cinq stades avant de se transformer en chrysalide.
Les adultes volent toute l'année et sont le plus actif entre 10 et 11h du matin. Les femelles volent lentement et haut dans la canopée. 

## Habitat et répartition
L'espèce est endémique de l'île de Sumba en Indonésie. L'île de Sumba se situe dans la région tropicale et a un climat assez aride. Le paysage est composé de forêts à feuilles persistantes et de savanes. Papilio neumoegeni est surtout présent dans les forêts et s'observe souvent dans les chemins et les clairières.

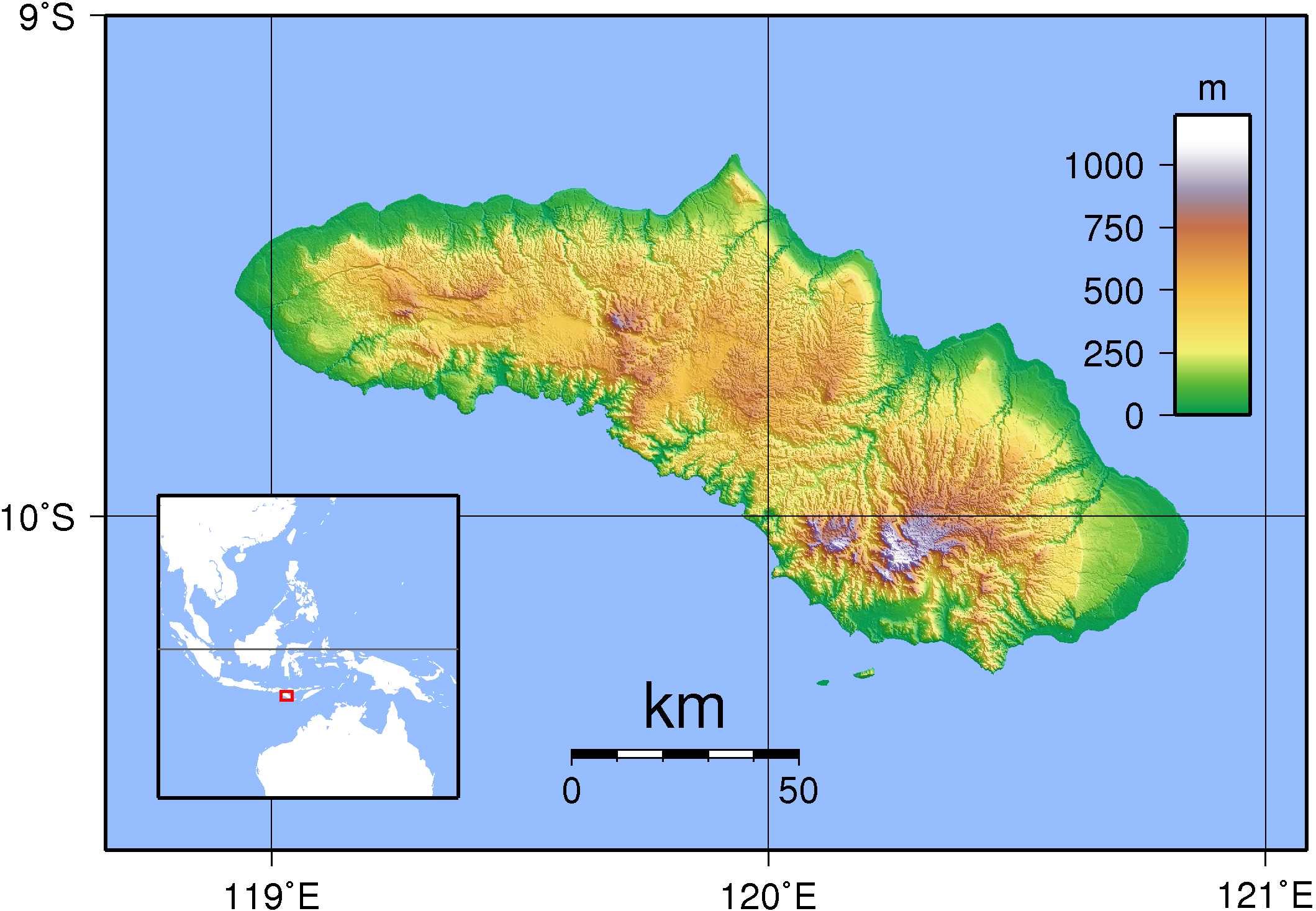
Carte topographique de Sumba
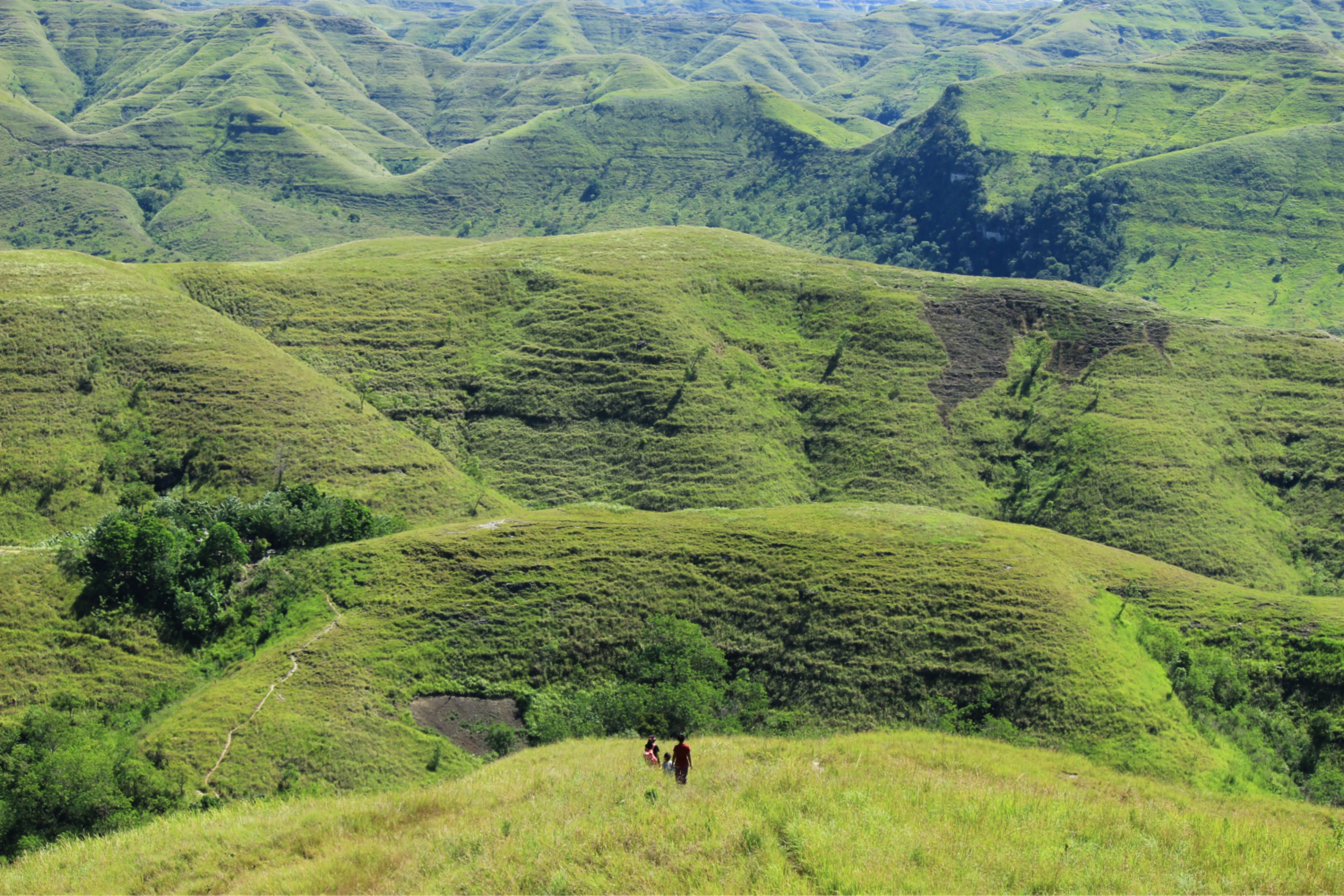
Paysage typique autour du Parc national de Laiwangi Wanggameti

## Systématique
L'espèce Papilio neumoegeni a été décrite en 1890 par l'entomologiste allemand Eduard Gustav Honrath (d) (1837-1893) à partir d'un spécimen mâle qui aurait été trouvé à "Sambawa". On ignore si l'auteur voulait désigner Sumba ou si l'espèce était également présente à Sumbawa au moment de sa description. Le nom de l'espèce rend hommage à Berthold Neumoegen (d) (1845-1895), un ami de Honrath. 

## Papilio neumoegeniet l'Homme

### Menaces et conservation
Papilio neumoegeni est considéré comme vulnérable par l'UICN. L'espèce est menacée par la destruction de son habitat. En effet Papilio neumoegeni vit dans les forêts de Sumba qui sont particulièrement touchées par la déforestation et les incendies. L'espèce est également menacée par la collecte excessive pour les collectionneurs.
Papilio neumoegeni est présent dans au moins une aire protégée, le Parc national de Laiwangi Wanggameti.